# تيد أوكودا
تيد أوكودا (بالإنجليزية: Ted Okuda)‏ هو كاتب أمريكي، ولد في 8 ديسمبر 1953.